# ロックスリー
ロックスリー (Locksley) は、アメリカ合衆国ウィスコンシン州マディソン出身の4ピースのロックバンド。ニューヨーク・ブルックリン区を中心に活動している。ビートルズやキンクス、ホリーズなどの初期ブリティッシュ・インヴェイジョンからの影響を色濃く残す。バンド名の由来は、ロビン・フッドの故郷であるイギリスの村から。

## メンバー

### 現メンバー
- ジェシー・ラズ (Jesse Laz) リード・ボーカル、リズム・ギター
- カイ・ケネディ (Kai Kennedy) リード・ギター、ボーカル
- ジョーダン・ラズ (Jordan Laz) ベース、ボーカル
- サム・ベアー (Sam Bair) ドラムス

### 旧メンバー
- アーロン・コリンズ (Aaron Collins) ベース、ボーカル

## 来歴
2003年、マディソンの高校に通っていた4人が、ニューヨークに向かいバンドを結成。結成当初、バンドは多くの困難に見舞われた。マディソンからニューヨークへ向かっている途中、ニュージャージー州の高速道路上で乗っていたトレーラーが脱輪してしまった。初めに入居したアパートからは、練習するときの音がうるさいと追い出されてしまった。別のアパートへ引っ越すが、その2日後に全ての機材を盗まれてしまった。
ザ・ラプチャー、オーケー・ゴー、ウィー・アー・サイエンティスツ、ザ・ダンディ・ウォーホルズなどのアーティストと競演を果たした。
2007年1月、アルバム『ドント・メイク・ミー・ウェイト』をリリース。2007年5月9日、原宿アストロホールで日本公演を行った。
2007年8月、サマーソニックに出演。2007年秋、ハンソンのツアーのオープニングアクトを務めた。2008年春、ルーニー (Rooney)、ブリッジズ (The Bridges) と共にツアーを行った。 
2008年1月、ウェブサイトでベーシストのアーロン・コリンズが脱退することが発表された。その後、ジェシー・ラズの弟であるジョーダン・ラズが加入した。
2008年下旬、キンクスのフロントマンであるレイ・デイヴィスとツアーを回った。

## ディスコグラフィ
- セイフリー・フロム・ザ・シティ Safely From the City (2004年)
- ロックスリー Locksley (EP) (2005年)
- ドント・メイク・ミー・ウェイト Don't Make Me Wait (2007年)
- ガレージ・セール Garage Sale (EP) (2008年)
- ドント・メイク・ミー・ウェイト（再発） Don't Make Me Wait [Rerelease] (2008年)
- ビー・イン・ラブ BE IN LOVE (2009年)